# Abraham Dueñas Strugo
Abraham Dueñas Strugo (La Serena, 17 de junio de 1925 — Santiago, 14 de abril de 2016) fue un abogado, locutor y relator chileno de fútbol de radio y televisión. Premio Nacional de Periodismo Deportivo el año 1997.

## Biografía

### Familia
Hijo de Rubén Dueñas, judío sefardita que llegó a Chile proveniente de Turquía, y Selma Strugo Nissine.
Fue padre de la actriz, locutora y comediante Jani Dueñas, y tío del mánager Roberto Dueñas.

### Periodista deportivo
Comentarista deportivo en Radio La Serena (1955) y de Radio Prat.
Durante la Copa Mundial de Fútbol de 1962, realizada en Chile, fue el relator oficial del campeonato. Dueñas fue relator de fútbol en el programa Deporte Total de Radio Minería y en el área deportiva de Canal 13.
En 1997 fue elegido como Premio Nacional de Periodismo Deportivo.

### Muerte
Falleció el 14 de abril de 2016. Su cuerpo fue sepultado en el Parque del Recuerdo.

## Premios
| Premio                                  | Año  |
| --------------------------------------- | ---- |
| Premio Nacional de Periodismo Deportivo | 1997 |
| Premio Raúl Prado Cavada                | 1997 |